# Українсько-казахські відносини

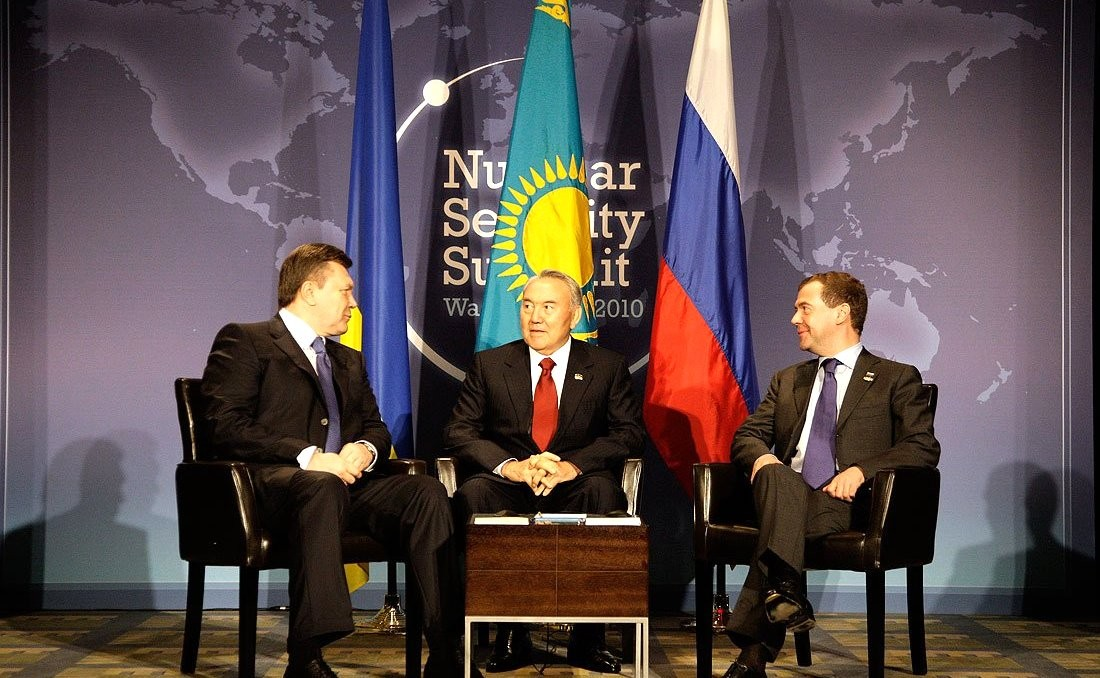
Віктор Янукович під час Саміту з ядерної безпеки разом з Президентом Казахстану Нурсултаном Назарбаєвим та Президентом Росії Дмитром Медвєдєвим у квітні 2010

Українсько-казахські відносини — Україна — відносини між Республікою Казахстан та Україною. Держави встановили дипломатичні відносини 23 липня 1992 року.
Також це поняття стосується відносин між українським і казахським народом.

## Історія
На початку XX століття українські та казахські (Алаш-орда) політичні сили співпрацювали в рамках Союзу автономістів, Союзу народів, Ліги інородницьких народів Росії та З'їзду народів Росії.
Уряд УНР у вигнанні співпрацював з еміграцією алашської та туркестанської автономій в рамках прометейського руху, зокрема Комітету дружби народів Кавказу, Туркестану та України, та Антибільшовицького блоку народів.

## Сучасність
Посольство України в Казахстані розташоване в Астані, генеральне консульство — в Алматі.
Посольство Казахстану в Україні розташоване в Києві, генеральне консульство — в Одесі.
За різними даними в Казахстані мешкає від 895 000 до 2 400 000 етнічних українців.